# 173e régiment d'artillerie
Le 173e régiment d'artillerie lourde à grande puissance (173e RALGP, parfois RALGPA pour RALGP automobile) est un régiment de l'Armée de terre française qui a existé au début de la Seconde Guerre mondiale.

## Historique

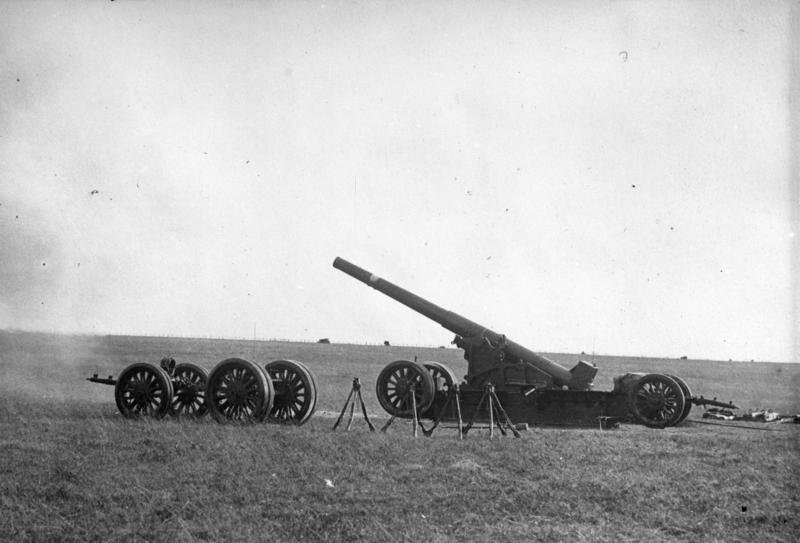
Canon de 220 mm long modèle 1917, comme ceux du RALGP.

Il est formé le 2 septembre 1939 au centre mobilisateur d'artillerie no 15 de Nîmes. Il est constitué de trois groupes de canons de 220 mm L modèle 1917 (en). Ce modèle de canon, à longue portée, souffre d'une faible mobilité.
Il fait partie de la réserve générale. En novembre 1939 et en mars 1940, il est au 8e corps d'armée. Ses IIe et IIIe groupes sont au 17e corps en juin 1940.
Le 173e RALGP est dissous en juillet 1940.

## Insigne
Il est fabriqué en 1939 par Arthus-Bertrand. Il représente un canon de 220 L 17 en position de tir (roues relevées) et un éléphant, symbole de puissance souvent utilisé dans l'artillerie lourde.

## Personnalités ayant servi au173eRALGP
- René Char